# Pirttivuopio
Pirttivuopio, även kallat Veikki, är en ort i Kiruna kommun, Norrbottens län. Orten ligger 55 kilometer väster om Kiruna och nio kilometer öster om Nikkaluokta.
Åren 2005–2006 gjordes flera fynd av härdar, kokgropar, kåtaplatser och barkträkter i Pirttivuopio och en kulturstig upprättades i området med början vid Nikkaluoktavägen. Varje påsk sedan 1962 har Segelflygklubben Kiruna anordnat ett vågflygläger i Pirttivuopio. I augusti 2016 fanns det enligt Ratsit sju personer över 16 år registrerade med Pirttivuopio som adress.